# Incrociatore missilistico

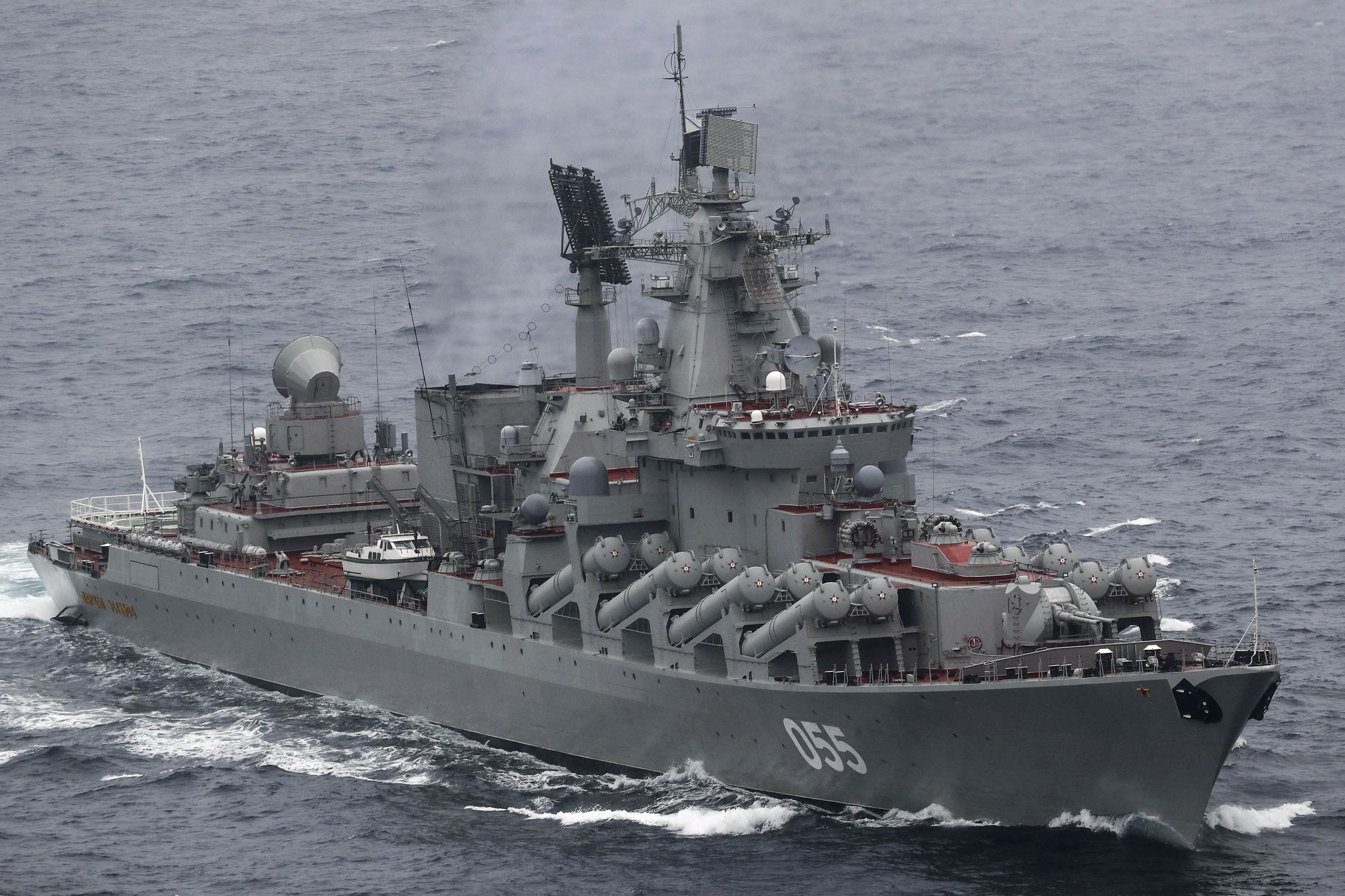
una nave della classe Slava

Le navi classificabili come incrociatori missilistici (hull classification symbol: CG) sono grandi incrociatori generalmente oltre le 5.000 tonnellate, che possiedono un pesante armamento basato su missili. Generalmente sono dedicate alla difesa aerea, ma non sono mancate unità antinave, antisommergibile, antiaeree e persino lanciamissili balistici nucleari.
La prima unità di questo tipo ad entrare in servizio in una Marina europea fu l'incrociatore italiano Garibaldi, seguito dal Vittorio Veneto (550). Le prime unità sovietiche della categoria sono state le Classe Kynda, armate con 16 missili antinave a lungo raggio. L'ultimo incrociatore missilistico della Marine nationale fu la Colbert (C 611), ritirata dal servizio nel 1991.
Le uniche in servizio in gran numero sono le  22 unità della classe Ticonderoga, gli ultimi incrociatori missilistici della US Navy, mentre le ultime unità russe sono  due incrociatori classe Slava e due classe Kirov.
La maggiorazione delle dimensioni delle navi di classe inferiore, come le fregate missilistiche o cacciatorpediniere lanciamissili, e la miniaturizzazione dell'elettronica ha ridotto l'esigenza di navi di grandi dimensioni, come queste imbarcazioni da circa 10.000 tonnellate.